# Pic d’Estibère
Pic d’Estibère – szczyt górski położony we francuskiej części Pirenejów, w masywie Néouvielle, w departamencie Pireneje Wysokie, na terenie gminy Barèges, około 20 km od granicy z Hiszpanią.